# Фагоцити
Фагоцити — клітини, що здатні до захоплення і перетравлювання бактерій або вірусів; в тому числі деякі лейкоцити. Разом з природними кілерами належать до клітинних неспецифічних факторів захисту. Реалізують свою захисну дію через фагоцитоз та піноцитоз.

## Види фагоцитів

### Професійні фагоцити
- поліморфноядерні нейтрофіли (мікрофаги) — забезпечують захист переважно від піогенних бактерій
- моноцити крові
- макрофаги тканин
  - клітини мікроглії нервової тканини
  - макрофаги печінки (купферовські клітини)
  - макрофаги сполучної тканини
  - альвеолярні макрофаги легенів
  - остеобласти кісткової тканини.

А макрофаги забезпечують захист від бактерій та вірусів та також внутрішньоклітинних патогенних найпростіших. 

### Факультативні фагоцити
- фібробласти сполучної тканини
- ендотеліоцити синусів селезінки і печінки
- ретикулярні клітини кісткового мозку, селезінки, лімфатичних вузлів
- клітини Лангерганса
- еозинофіли крові
- мікрогліоцит
- мезангіальні клітини печінки
- сертолієві клітини яєчок
- клітини Грінстейна шкіри